# Vulcanbius cobulcanus
Vulcanbius cobulcanus är en mångfotingart som först beskrevs av Chamberlin 1922.  Vulcanbius cobulcanus ingår i släktet Vulcanbius och familjen stenkrypare.
Artens utbredningsområde är Guatemala. Inga underarter finns listade i Catalogue of Life.